# Laverne Cox
Laverne Cox er en amerikansk skuespiller, realityshowstjerne, tv-producer og fortaler for LGBT-rettigheder. 
Hun er kendt for sin rolle som Sophia Burset i Netflix-serien Orange Is the New Black, samt for at optræde på forsiden af Time Magazine som første åbent transkønnede person.
Udover hendes arbejde som skuespillerinde, taler hun og skriver om transkønnedes rettigheder og andre aktuelle sager i en række mediekanaler deriblandt Huffington Post. Hendes rolle i Orange Is the New Black har givet hende en platform til at tale om transkønnedes rettigheder. I et interview har hun bemærket om sin rolle: "Sophia er skrevet som en mange-facetteret person, som publikum nemt finder empati for – pludselig opdager de, at de føler empati for en ægte transperson. Og for transkønnede derude, som har brug for at se fremstillinger af folk, som er ligesom dem – og fremstillinger af deres oplevelser - bliver det virkeligt vigtigt."